# Jorge Cuenca
Jorge Cuenca Barreno (ur. 17 listopada 1999 w Madrycie) – hiszpański piłkarz występujący na pozycji obrońcy.

## Kariera klubowa

### Alcorcón
Urodzony w Madrycie Cuenca, dołączył do młodzieżówek Alcorcónu w 2015 roku. Seniorski debiut zaliczył 12 lutego 2017 roku w wygranym 1–0 meczu przeciwko FC Villanueva del Pardillo rozgrywanym w ramach Tercera División.
Pierwszy profesjonalny mecz, Cuenca rozegrał 10 marca 2017 roku przeciwko Elche CF w Segunda División. W wieku 17 lat i 114 dni został on najmłodszym piłkarzem, który zadebiutował w klubie.

### Barcelona
18 lipca 2017 roku, Jorge podpisał kontrakt z Barceloną B. Cuenca kosztował rezerwy Barcelony 400 tysięcy euro.
W pierwszym zespole Barcelony, Cuenca zadebiutował 7 marca 2018 roku w meczu przeciwko Espanyolowi w ramach Superpucharu Katalonii.

## Sukcesy

### Barcelona
- Liga Młodzieżowa UEFA: 2017/18